# آر بي أو-أيه شمل
آر بي أو-أيه شمل (بالروسية: реактивный пехотный огнемёт РПО-А، وتعني حرفيًّا قاذف اللهب المدفوع صاروخيًّا للمشاة "الطنان") هو سلاح فراغي صاروخي محمول للاستخدام مرة واحدة. مع أن الترجمة الحرفية تشير إلى كون السلاح قاذف لهب، إلا إنه لا ينتج نفثًا أو سائلًا حارقًا - هو في الواقع قاذف صاروخي يطلق طلقات تنفجر في سحابة من الغاز الساخن.
صُمم السلاح وأنتج في الاتحاد السوفيتي وخليفته روسيا الاتحادية. دخل الخدمة في القوات المسلحة السوفيتية في نهاية الثمانينيات ليحل محل آر بي أو ريس.

## الوصف
آر بي أو-أيه هو قاذف أنبوبي ذو طلقة واحدة يستخدم مرة واحدة ويعمل مثلما يعمل القاذف الأمريكي لاو إم 72 المضاد للدبابات، أنبوب مغلق يُحمَل في أزواج. يمكن للفرد الواحد نقل الأنبوب، ووضعه في وضعية الإطلاق، وإطلاقه من دون مساعدة. بعد الإطلاق، يصبح الأنبوب غير صالح للاستخدام مرة ثانية. كل إصدرات هذا القاذف متشابهة إلى حد كبير.
صُمم السلاح لإحداث الأضرار بنقاط تحصن العدو وإعطاب المركبات المدرعة تدريعًا خفيفًا وتدمير القوى البشرية للعدو. يبلغ مدى السلاح بمنظار كسيري 600 متر، بمنظار من نوع أو بي أو - 450 مترًا، بمنظار أو بي أو-1 - 850 مترًا.

## الذخيرة
كل قاذف يحتوي صاروخًا واحدًا، لهذا الصاروخ ثلاثة إصدارات. الصاروخ الأساسي آر بي أو-أيه، به رأس حربي فراغي وهو مخصص لمهاجمة الأهداف الناعمة تحت غطاء معتدل. آر بي أو-چ به رأس حربي حارق مخصص لنشر الحريق وإشعال الهدف. آر بي أو-دي به رأس حربي دخاني.

## تاريخ الخدمة
أعلنت كتائب القسام في 2 ديسمبر 2023 استخدام آر بي أو-أيه لاستهداف قوة إسرائيلية تحصنت في مبنى في جباليا في غزة.